# Район Тоцука
35°23′47″ пн. ш. 139°31′57″ сх. д. / 35.39639° пн. ш. 139.53250° сх. д.
Райо́н То́цука (яп. 戸塚区, とつかく, МФА: [tot͡su̥ka ku̥], «Тоцуцький район») — район міста Йокогама префектури Канаґава в Японії. Станом на 1 квітня 2009 площа району становила 35,81 км². Станом на 1 липня 2011 населення району становило 274 567 осіб.